# Ipomoea eggersiana
Ipomoea eggersiana Peter (Syn.: Ipomoea eggersii (House) D.F. Austin) ist eine Pflanzenart aus der Gattung der Prunkwinden (Ipomoea) aus der Familie der Windengewächse (Convolvulaceae).

## Beschreibung
Ipomoea eggersiana ist eine windende, leicht verholzende Liane. Sie verzweigt stark von der Basis und enthält viel milchlichen Milchsaft. Die Wurzeln sind zu fast kugelförmigen Knollen verdickt. Die Stängel sind zylindrisch, schlank, rötlich braun gefärbt und unbehaart. Die Laubblätter stehen wechselständig gedrängt an kurzen Seitentrieben. Die Blattspreite ist häutig, unbehaart, 6 bis 15 mm lang, 4 bis 13 mm breit, nierenförmig, leierförmig oder gelappt. Nach vorn sind sie abgestumpft und stachelspitzig, an der Basis herzförmig, abgeschnitten oder gerundet. Der Blattrand ist geschwungen. Die Blattoberseite ist dunkelgrün, dumpf und unbehaart, die Aderung tritt nicht hervor. Die Unterseite ist blass grün, die Mittelrippe ist dick und tritt deutlich hervor. Die Blattstiele sind 5 bis 30 mm lang, unbehaart und schlank.
Die Blüten stehen einzeln an den Enden von Kurztrieben, sie werden von feinen, langgestreckten Tragblättern begleitet. Der Kelch ist blass grün und vergrößert sich zur Fruchtreife nicht. Die Kelchblätter sind ungleich gestaltet, eiförmig bis gerundet und 5 bis 6 mm lang. Die Krone ist trichterförmig und 4 bis 5 cm lang. Die Kronröhre ist von außen grün, von innen weiß gefärbt, der Kronsaum ist pink oder blass violett, ist mit fünf stumpfen Lappen besetzt und misst 3 bis 4 cm im Durchmesser. Staubblätter und die Narbe sind weiß gefärbt und stehen nicht über die Krone hinaus.
Die Früchte sind elliptische Kapseln, die etwa 1,5 cm lang und hellbraun sind. Sie enthalten je vier Samen, die dunkelbraun und etwa 6 mm lang sind und einen Büschel von langen, seidigen Haaren an den Rändern besitzen.

## Verbreitung
Die Art kommt von Puerto Rico bis zu den Jungferninseln vor.